# Ubaldo Azpiazu y Artazu
Ubaldo Azpiazu y Artazu († 4 de març de 1934) fou un militar i polític espanyol. Militar de carrera, fou Inspector General del Cos d'Enginyers Geògrafs de l'Exèrcit, treballà com a cartògraf i fou amic de José Sanjurjo i secretari d'Alejandro Lerroux. A les eleccions generals espanyoles de 1931 i de 1933 fou elegit diputat pel Partit Republicà Radical per la província de Lugo.